# 亚洲基础设施投资银行

亚洲基础设施投资银行签约国和正式批准的成员国
域内签约国
域内正式成员国
域外签约国
域外正式成员国

亞洲基礎設施投資銀行（英語：Asian Infrastructure Investment Bank，縮寫為），簡稱，是一個向亚洲各国家和地区政府提供資金以支持基础设施建設之區域多邊開發機構，成立宗旨在促進亞洲區域内的互联互通建設和經濟一體化進程，並加強中华人民共和国及其他亞洲國家和地區的合作。
中共中央总书记、中华人民共和国主席习近平于2013年10月2日在雅加达同時任印尼總統苏西洛举行会谈时首次倡议筹建亚投行，中华人民共和国国务院总理李克强同月出访东南亚时，也向东南亚国家提出相关倡议。2014年10月24日，中華人民共和國、印度、新加坡等21国在北京正式签署《筹建亚投行備忘錄》。2015年6月29日，《亚洲基础设施投资银行协定》在北京正式成立。2016年1月16日至18日，亚洲基础设施投资银行的开业仪式会在北京举行。
亚洲基础设施投资银行總部設在中国北京，法定资本為1,000億美元。

## 歷史发展

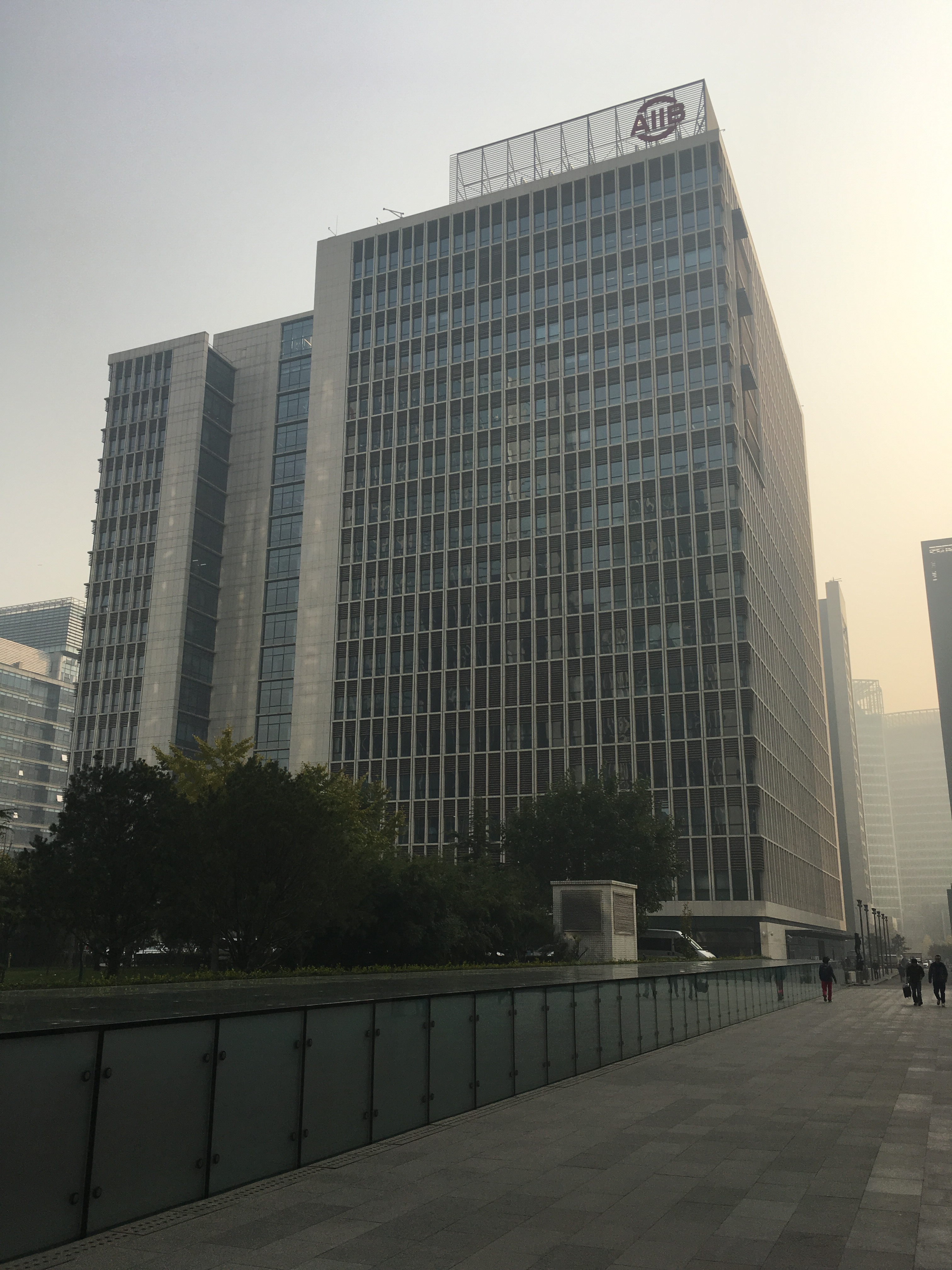
位于北京市金融大街9號的亚洲基础设施投资银行原有总部大楼（今金融街中心）

### 背景
亞洲經濟占全球经济总量的1/3，拥有全球六成人口。但因建设资金有限，一些国家與地區的铁路、公路、桥梁、港口、机场和通讯等基础設施严重不足，这在一定程度上限制了该区域的经济发展。
根据亞洲開發銀行估计，2010年至2020年的10年间，亚洲國家與地區要想维持现有经济增长水平，内部基础设施的投资至少需要8万亿美元，平均每年需投资8,000亿美元。8万亿美元中，68%用于新增基础设施的投资，32%是维护或维修现有基础设施的所需资金。现有的多边机构并不能提供如此巨额的资金，亞洲開發銀行的总资金约为1,600亿美元，世界银行也仅有2,230亿美元，目前，两家银行每年能够提供给亚洲国家與地區的资金只有約200亿美元。中华人民共和国财政部部长楼继伟表示，“目前投資基礎設施在當前經濟較低迷的情況下具有特別的現實意義。美國現在的基礎設施投資需要2万亿美元，歐洲和亞洲也差不多。”楼继伟認為，“推動亞洲的基礎設施建設缺乏動員能力，因此，我們正在籌備亞洲基礎設施投資銀行。”

### 倡议
2013年10月2日，中共中央总书记、中华人民共和国主席习近平在雅加达同時任印尼總統苏西洛举行会谈，習近平倡議筹建亚洲基础设施投资银行，促进本地区互联互通建设和经济一体化进程，向包括东南亚国家联盟在内的本地区发展中国家的基础设施建设提供资金。新的亞投行将同现有多边开发银行合作，相互补充，共同促进亚洲经济持续稳定发展。苏西洛对中國倡议筹建亞投行作出了积极回应。同月，中华人民共和国国务院总理李克强出访东南亚时，紧接着再提出筹建亚投行的倡议。

### 籌建
2014年4月10日，博鳌亚洲论坛2014年年会开幕式上，李克强指出中方正争取早日成立基础设施投资银行。其後由中國國際金融有限公司（中金公司）董事長金立群擔任亚洲基础设施投资银行籌備組組長。
同日，中华人民共和国财政部部长楼继伟參加博鳌亚洲论坛時透露，在亞投行的機制下，中國也將推動建立一個投資基礎設施的信託基金，充分接納社會資本。樓繼偉表示，目前已建立機制並且召開了兩次會議。
2014年10月24日，中華人民共和國、孟加拉国、文莱、柬埔寨、印度、哈萨克斯坦、科威特、老挝、马来西亚、蒙古国、缅甸、尼泊尔、阿曼、巴基斯坦、菲律宾、卡塔尔、新加坡、斯里兰卡、泰国、乌兹别克斯坦和越南等21国在北京正式签署《筹建亚投行备忘录》。印尼政府派代表出席，但因政府换届、政策摇摆，延迟至11月25日在雅加达签署该备忘录，成为亚投行第22个意向創始成員国。各国预计在2015年内完成章程谈判和签署工作，使亚投行在2015年底前投入运作。
2014年11月28日，筹建亞投行首次谈判代表会议在中国云南昆明举行，22国代表商定接纳新意向创始成员国的程序和规则。
2014年12月16日，巴林政府官員艾哈迈德（Kamal bin Ahmed）表示，巴林坚定支持中国提出的“一带一路”愿景，对亚投行持开放态度，期待与中国开展伊斯兰金融合作。
2014年12月31日，马尔代夫成为第23个意向創始成員国。
2015年1月，新西兰、沙特阿拉伯、塔吉克斯坦等三国相继獲准加入。
2015年1月15日至16日，筹建亞投行第二次谈判代表会议在印度孟买举行，26国代表和多边临时秘书处秘书长金立群出席。会议审议了亚投行章程草案。
2015年2月7日，约旦加入，至此已有27个意向创始成员国。
2015年3月12日，英国申请成为意向创始成员国，成为申请加入亚投行的首个歐洲国家、首个主要西方国家及首個七國集團成員，具有指標性的示範作用，遭到美国罕見地批評。即使如此，法國、意大利和德國等重量級國家卻依然陸續申请加入。此后，卢森堡、瑞士、伊朗、阿联酋、马耳他、吉尔吉斯斯坦、土耳其、西班牙、韩国、奥地利、荷兰、巴西、芬兰、格鲁吉亚、丹麦、澳大利亚、埃及、挪威、俄罗斯、瑞典、以色列、南非、阿塞拜疆、冰岛、葡萄牙、波兰、匈牙利、中华台北等皆相继申请成为意向创始成员。除中國香港與匈牙利、中华台北外，都相继得到批准。至此，全球五大洲均有國家參與。
2015年3月25日，加拿大财政部发言人大卫·巴纳比表示正在研究加入的倡议，中国官员只是大致介绍了该机构的信息，加拿大正与现有成员国就银行目标、治理结构和经营模式等进行探讨，可能需要几个月的时间。同日，乌克兰驻华大使焦明·奥列格表示，亚投行既面向亚洲又对欧洲开放，乌方对此表示欢迎，会在将来考虑加入。
2015年3月26日，韩国申请加入。受此影响，韩国部分钢铁和铁矿石制造商的股票大涨，期望能在擅长的通讯舖設、能源供應和交通工程等基建领域争取到许多订单。
2015年3月26日至29日，博鳌亚洲论坛2015年会召开，多个国家和地区通过此次年会表达了加入亚投行的意愿。3月28日，中共中央總書記、中華人民共和國主席习近平出席年会時发表主旨演讲，表示亚投行是开放的，並推动與亞洲開發銀行、世界銀行等多边金融机构互补共进、协调发展。当日中国发布了“一带一路”建设的愿景与行动文件《推动共建丝绸之路经济带和21世纪海上丝绸之路的愿景与行动》。
2015年3月30日至31日，筹建亞投行第三次谈判代表会议在哈萨克斯坦阿拉木图举行，29国代表列席，香港特別行政區派员作为中国代表团成员参加谈判。此次会议就《亚投行章程（草案）》修订稿进行了深入讨论。为确保在今年6月底前完成章程谈判并签署，各方商定将2015年3月31日是为接收新意向创始成员国申请的截止日期。有意作为意向創始成员國加入的国家须在2015年3月31日前提出申请，经现有成员國同意后即可成为意向创始成员并参与亚投行的章程谈判和筹建进程。不能作为意向创始成员国加入的国家，以后仍可以作为普通成员加入。
2015年3月31日，亚洲开发银行比利时事务官员吉诺·阿尔泽塔透露仍在评估加入的可能性，目前比利时方面还需进一步研究亚投行的构成、各方出资份额、性价比等。
2015年4月15日，報名亞投行的截止日，亚投行意向创始成员国确定为57个，其中域内国家37个、域外国家20个。东南亚国家联盟（東盟）10国全数加入，拥有28个成员國的欧洲联盟（歐盟）有14国加入，二十國集團（G20）中也有14国加入，而金磚國家則全部跻身首发阵容，其他国家和地区今后仍可以作为普通成员加入。各國将于2015年年中完成亚投行章程谈判并签署，年底前完成章程生效程序，正式成立亞洲基礎設施投資銀行。
2015年4月27日至28日，筹建亚投行第四次谈判代表会议在中国北京举行，55国代表出席会议（孟加拉国和尼泊尔因故缺席），香港特别行政区派员作为中国政府代表团成员参加了会议。会议就多边临时秘书处起草的《亚投行章程（草案）》修订稿进行了深入和富有成效的讨论并取得显著进展。
2015年5月20日至22日，籌建亞投行第五次談判代表會議在新加坡舉行，57國代表和多邊臨時秘書處秘書長金立群出席會議，香港特別行政區派員作為中國政府代表團成員參加了會議。由籌建亞投行談判代表會議常設主席、中华人民共和国财政部副部長史耀斌與新加坡財政部副常務秘書余秉義共同主持。經過3天的談判，各方就《亞投行章程（草案）》文本達成一致，並商定6月底在北京舉行章程簽署儀式。金立群在本次會議報告了亞投行籌建工作進展情況，會議還討論了亞投行有關環境與社會保障架構、採購等政策文件。
路透社引述參與談判的代表表示，中國有可能在亞投行中佔有25%－30%的股份，成為第一大股東。印度則可能是第二大股東，佔有10%－15%的股份。有關代表還透露，亞洲成員國在亞投行中的總體股份將在72%－75%之間，而其餘的股份則由歐洲及其它國家分享。

### 成立
2015年6月29日，随着亚投行“基本法”——《亚洲基础设施投资银行协定》當天上午在北京正式签署，57个意向创始成员国中，已完成国内审批的50国参加签字仪式。各国签署《亚投行协定》后，还需经本国立法机构批准。年底之前，经合法数量的国家批准后，《协定》即告生效，亚投行正式成立。
根据《亚投行协定》，《协定》由中华人民共和国政府（保存人）保存，《协定》附件一所列各国政府应在2015年12月31日前完成签署。保存人应将《协定》经过核定无误的副本寄给所有签署方及其他已成为银行成员的国家。《协定》须经签署方批准、接受或核准。批准书、接受书或核准书应于2016年12月31日之前向保存人交存，或如有必要，在理事会依照本协定第二十八条规定经特别多数投票通过的稍晚日期之前向保存人交存。保存人应及时将每次交存及交存日期通知其他签署方。在《协定》生效日之前交存批准书、接受书或核准书的签署方，在协定生效之日成为银行成员。任何其他履行本条第一款规定的签署方，在交存批准书、接受书或核准书之日起成为银行成员。至少有十个签署方已交存批准书、接受书或核准书，且签署方在本协定附件一列出初始认缴股本的加总数额不少于认缴股本总额的百分之五十，《协定》即告生效。
2015年12月25日，中国财政部部长楼继伟宣布，《亚洲基础设施投资银行协定》正式生效，亚投行宣告成立。至当日为止，包括缅甸、新加坡、文莱、澳大利亚、中国、蒙古国、奥地利、英国、新西兰、卢森堡、韩国、格鲁吉亚、荷兰、德国、挪威、巴基斯坦、约旦等在内的17个意向创始成员国（股份总和占比50.1%）已批准《亚洲基础设施投资银行协定》并提交批准书。根据筹建工作计划，亚洲基础设施投资银行开业仪式暨理事会和董事会成立大会将于2016年1月16日至18日在北京举行。

### 开业

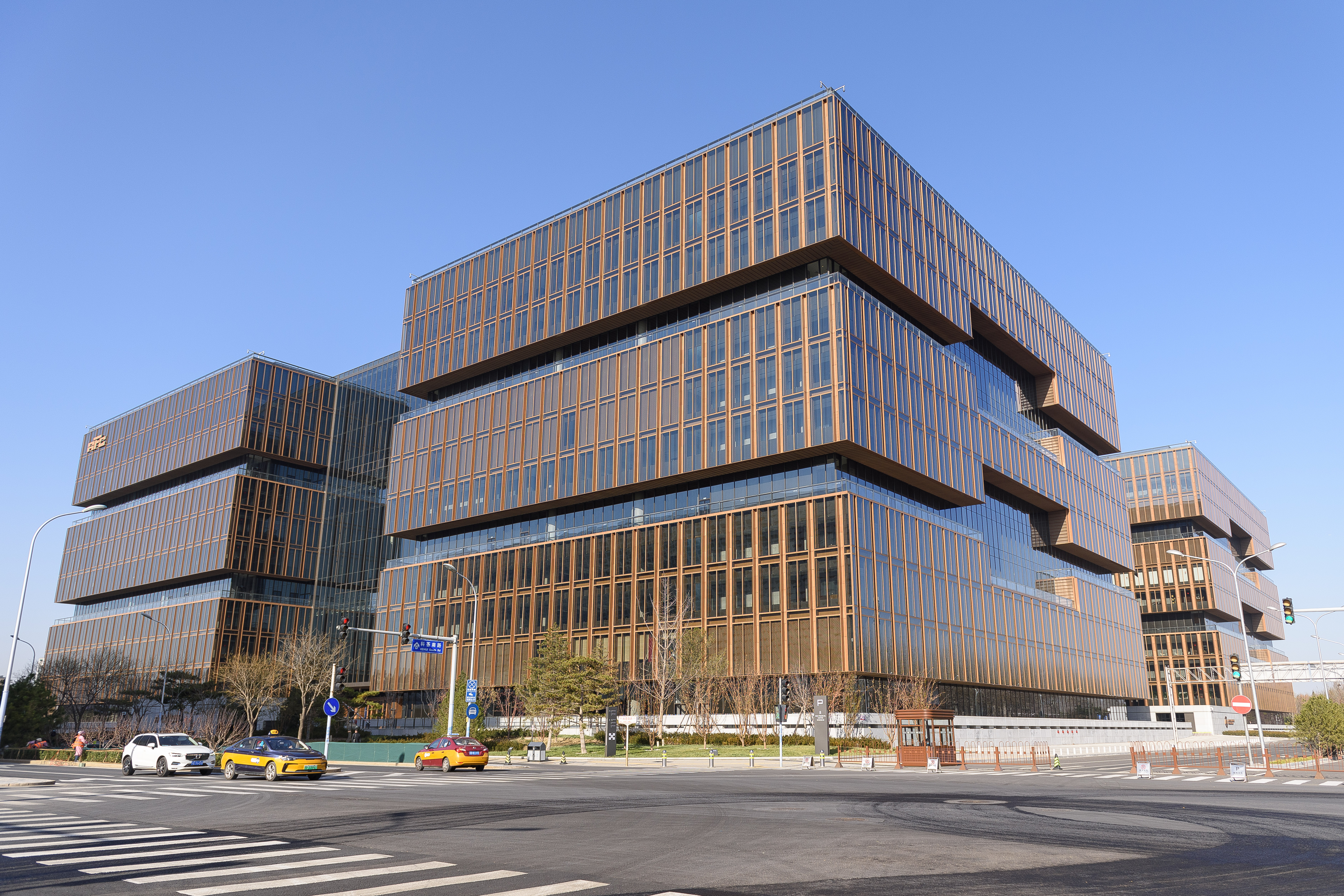
亚洲金融大厦（2021年）

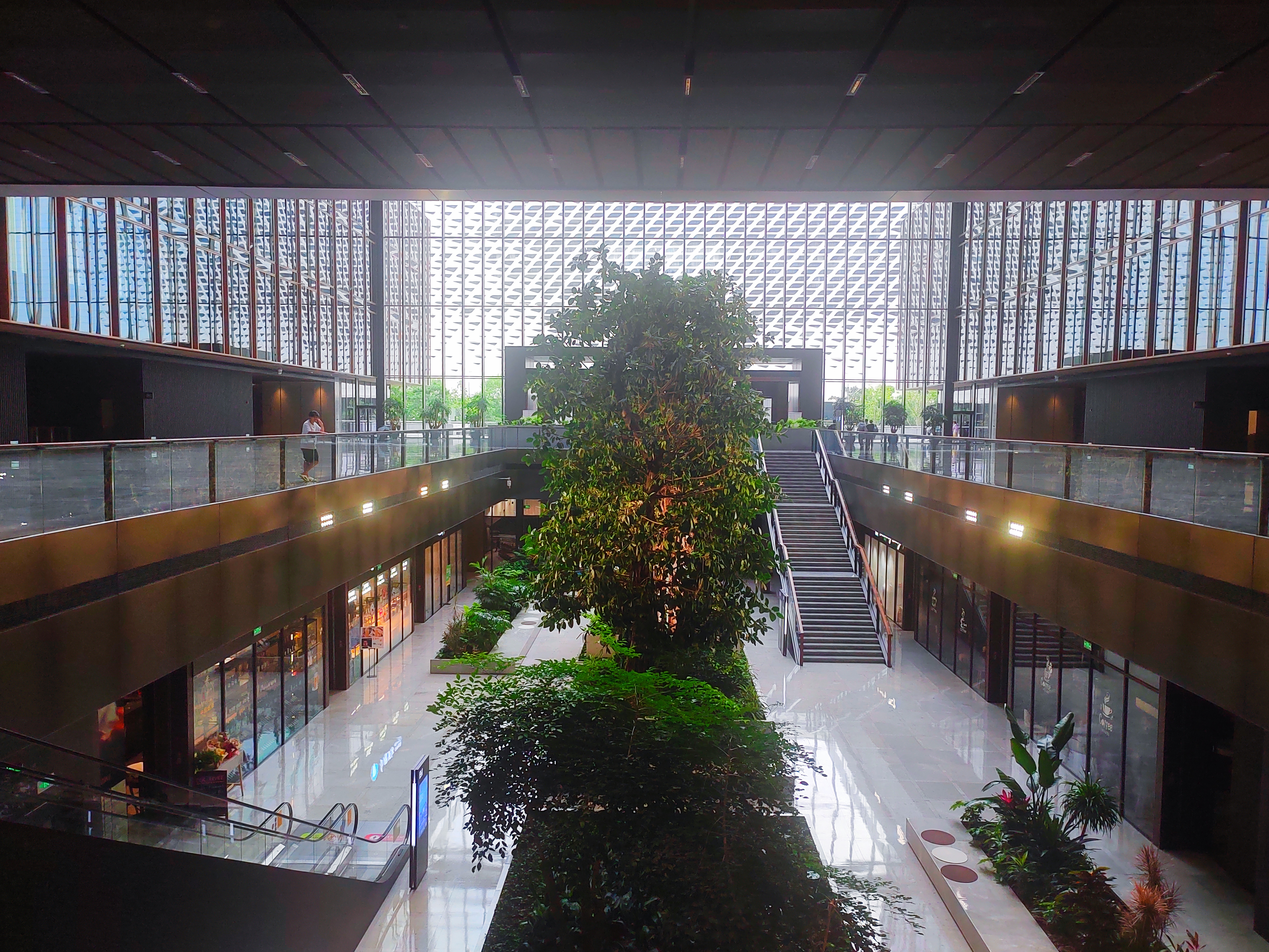
建筑内部

2016年1月16日至18日，亚洲基础设施投资银行的开业仪式会在北京举行，16日上午，中共中央总书记、中华人民共和国主席习近平出席亚投行的开业仪式并致辞。亚投行筹备组组长金立群表示，亚投行的核心价值观是“精干、廉洁和绿色”。
同日下午，中华人民共和国国务院总理李克强将出席亚投行理事会成立大会并致辞。在亚投行理事会成立大会第一部分议程中，中国财政部部长楼继伟被选举为首届理事会主席，首任行長是金立群，將出資5,000万美元支持較不發達的成員國開展基礎建設項目準備。
2019年5月13日，亞投行首次正式對外發行債劵。
2019年10月24日，北京奥林匹克公园中心区，亚洲基础设施投资银行总部大楼暨亚洲金融大厦在北京中轴线正式竣工，2020年6月1日正式投入使用。
2021年4月29日，亚洲基础设施投资银行天津办公室正式启用，这是亚投行北京总部以外设立的首个功能中心。2022年，亚投行将在阿联酋首都阿布扎比开设首个海外办事处。

### 扩员
2017年3月23日，亞投行宣佈中国香港、阿富汗、亞美尼亞、斐濟、东帝汶、比利时、加拿大、埃塞俄比亚、匈牙利、愛爾蘭、秘鲁、蘇丹及委內瑞拉都會加入亞投行，亞投行的成員增至70個。
2017年5月13日，巴林、玻利維亞、智利、賽普勒斯、希腊、羅馬尼亞、萨摩亚共7國為成員國，由此亞投行成員增至77個。
2017年6月16日，阿根廷、马达加斯加和東加批准加入，成员总数增至80个。
2017年12月19日，白俄羅斯、庫克群島、厄瓜多爾和瓦努阿圖獲准加入，成員增至84個。
2018年5月2日，巴布亚新几内亚、肯尼亚获准加入，成员数量增至86个。
2018年6月26日，黎巴嫩加入亞投行，成員增至87個。
2018年12月19日，阿爾及利亞、加納、利比亞、摩洛哥、塞爾維亞、多哥加入亞投行，成員增至93個。
2019年4月22日，科特迪瓦、幾內亞、突尼西亞、烏拉圭加入亞投行，成員增至97個。193個聯合國成員國已經有超過一半國家加入。
2019年7月14日，貝寧、吉布提、盧旺達加入亞投行，成員增至100個。
2019年12月31日，克羅地亞和塞內加爾加入亞投行，成員增至102個。
2020年7月28日，利比里亞加入亞投行，成員增至103個。
2021年10月28日，尼日利亞加入亞投行，成員增至104個。
2021年12月28日，伊拉克加入亞投行，成員增至105個。
2023年1月9日，毛里塔尼亚加入亚投行，成员增至106个。
2023年9月26日，萨尔瓦多、所罗门群岛、坦桑尼亚加入亚投行，成员增至109个。
2024年9月26日，瑙魯加入亞投行，成員增至110個。

## 成員
截止2024年9月28日，亚投行成员國共有110个，其中域内国家49个、域外国家46个，潜在成员16個。创始成员國共有57个，其中域内国家37个、域外国家20个。

## 运作

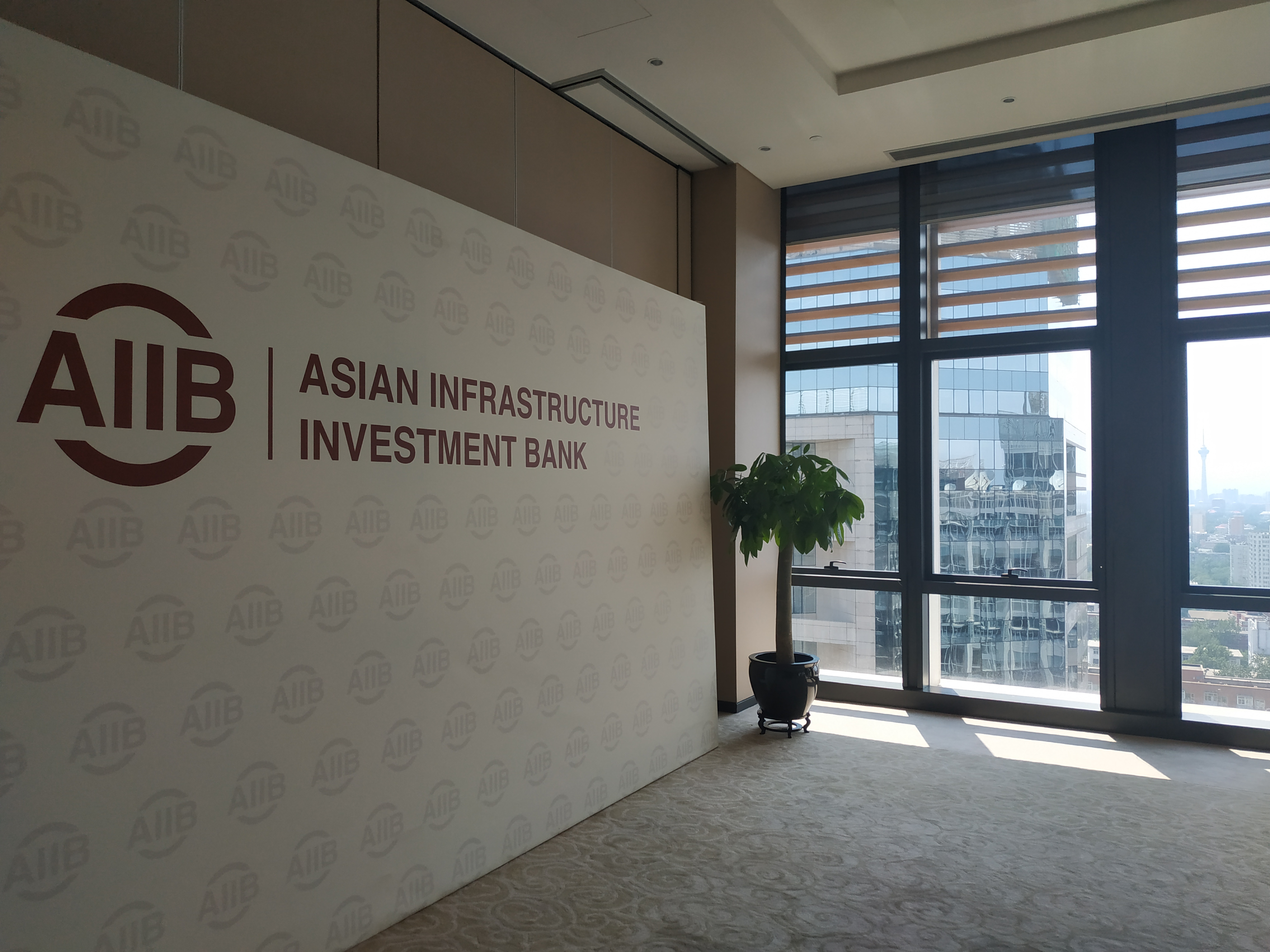
亚投行临时总部的内部环境

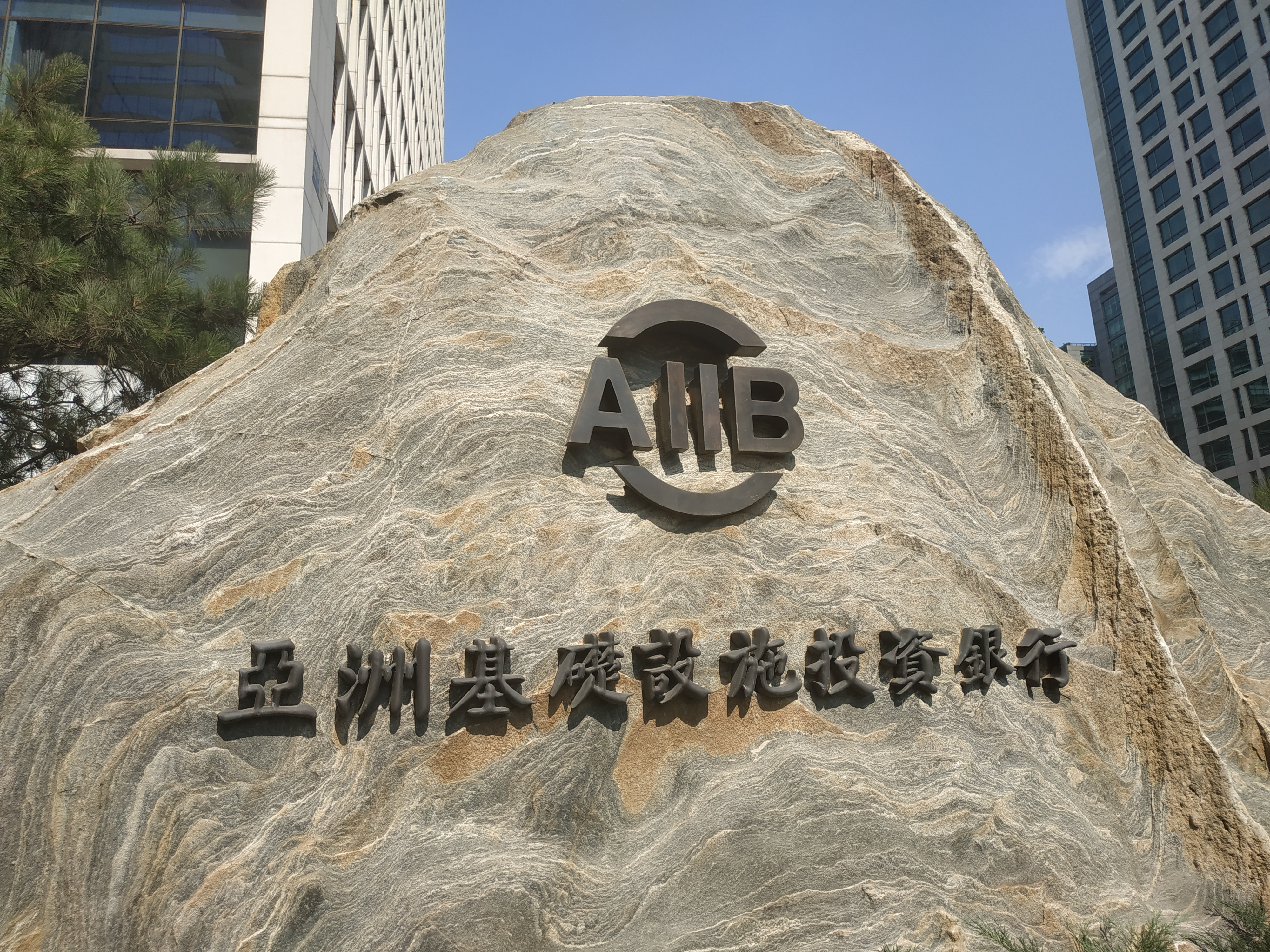
位于北京金融街的亚投行临时总部。

### 筹建阶段工作机制
亚投行筹建工作确立了以各国财政部参与的谈判代表会议为章程谈判的主渠道、以筹建多边临时秘书处为技术支撑机构的工作机制。中國作为亚投行的发起國和东道国担任谈判代表会议的常设主席，承办会议的成员国担任当次会议的联合主席。秘书处从专业角度为章程谈判提供技术支持，金立群为秘书长。
作为意向创始成员国，拥有在筹建阶段讨论亚投行章程的权利，并参与到亚投行的筹建进程。开放申请成为意向创始成员国的日程中，美国认为亚投行的成立与其国家利益相冲突，因此抱持保留态度，並试图劝说其盟友不要加入，然而除日本外，收效甚微。
2015年3月31日是《筹建亚投行备忘录》规定的接納新创始国申请的截止日期，之后需要两周时间征求各创始国的意见。意向创始成员国数量已于4月15日确定为57个。3月31日之前未能申请以及獲准加入的国家與地區今后仍可以作为普通成员加入亚投行。

### 治理结构与政策
作为一家新成立的多边开发银行，亚投行在治理结构、环境和社会保障政策方面将充分借鉴现有多边开发银行通行的经验與好的做法，同时也要避免其走过的弯路，以降低成本和提高运营效率，更好地为成员国服务。
亚投行将设立理事会、董事会和管理层三层管理架构，并将建立有效的监督机制，确保决策的高效、公开和透明。目前各創始國正在认真研究现有多边开发银行的治理模式和经验，并广泛听取包括非成员国和其他多边开发银行在内的有关方面意见，在此基础上对如何设计亚投行的治理模式进行深入讨论。董事会12个席位被划分为9个亚洲国家的地区性席位和3个亚洲以外国家的非地区性席位，这对亚洲较小国家有利。
亚投行将根据公开、透明、择优的原则选聘行长和高层管理人员。根据现有多边开发银行的通行做法，亚投行将在正式成立后召开部长级理事会任命首任行长。关于是否在其他国家设立区域中心等问题，将根据未来亚投行的业务开展情况來协商确定。

### 投票权与缴纳资本
依据《亚投行协议》，亚投行成员的总投票权由股份投票权、基本投票权以及创始成员享有的创始成员投票权组成。每个成员的股份投票权等于其持有的亚投行股份数，基本投票权占总投票权的12%，由全体成员（包括创始成员和今后加入的普通成员）平均分配。每个创始成员同时拥有600票创始成员投票权，基本投票权和创始成员投票权占总投票权的比重约为15%。每一位成员的初始认缴股本分五次缴清，每次缴纳20%；第一次缴付应在本协定生效后30天内完成，或在成员国内批准程序完成后相关文件交付于保存人当日缴清，以后发生者为准。第二次缴付在本协定生效期满一年内完成。其余三次将相继在上一次到期一年内完成。初始认缴中原始实缴股本的每次缴付均应使用美元或其他可兑换货币（这意味着可以缴付该成员国国本币，只要满足其他有关限制性规定）。银行可随时将此类缴付转换为美元。如若到期未能完成缴付，则相应的实缴和待缴股本所赋予的权利，包括投票权等都将中止，直至银行收到到期股本的缴付。银行的待缴股本，仅在银行需偿付债务时方予催缴，成员可选择美元或银行偿债所需货币进行缴付。在催缴待缴股本时，所有待缴股份的催缴比例应一致。各种缴付的地点由银行决定，但在理事会举行首次会议之前，首次付款应支付给银行的托管方：中华人民共和国政府。欠发达成员在缴纳资本时会有优待措施。

### 參與項目
2016年至2020年，亞投行共批准108個項目，分別是2016年批准项目8个、2017年15个、2018年12个、2019年28个、2020年45个。投資金額累計220.2亿美元。2016年至2020年分别为16.9亿美元、25亿美元、33.1亿美元、45.4亿美元和99.8亿美元。

## 迴響

### 与现有多边开发银行的关系
亚投行是国际发展领域的新成员、新伙伴，在亚洲基础设施融资需求巨大的情况下，由于定位和业务重点不同，亚投行与现有多边开发银行是互补而非竞争关系。亚投行侧重于基础设施建设，而现有的世界银行（世行）、亞洲開發銀行（亞行）等多边开发银行则强调以减贫为主要宗旨。从历史经验看，包括亚洲开发银行和欧洲复兴开发银行（EBRD）在内的区域性多边开发银行的设立，不仅没有削弱世界银行等现有全球性多边开发银行的影响力，反而增强了多边开发性金融的整体力量，更有力地推动了全球经济的发展。亚投行将致力于促进亚洲地区基础设施建设和互联互通，其中包括“一带一路”沿线亚投行成员国的相关基础设施建设项目。中國也欢迎世界银行、亚洲开发银行等机构积极参与“一带一路”相关项目。
在亚投行筹建以及未来运作过程中，中國都将积极推动亚投行与世界银行、亞洲開發銀行等现有多边开发银行在知识共享、能力建设、人员交流、项目融资等方面开展合作，共同提高亞洲地区基础设施融资水平，促进本地区的经济和社会发展。中國作为亞投行的發起國，世界银行、亚洲开发银行的重要股东国，将一如既往地支持现有多边开发银行在促进全球减贫和发展事业方面做出积极贡献。自從筹建亚投行的倡议提出以来，世行行長金墉、国际货币基金组织（IMF）總裁拉加德和亚行行長中尾武彦分别在多个场合表态积极支持筹建亚投行，表示将与其开展合作。世行、亚行等多边开发银行已与亚投行筹建多边临时秘书处建立了工作联系，在许多方面给予了支持。
2014年7月8日，世界银行行長金墉訪問中國，對中國倡議籌建區域性基礎設施投資銀行表示歡迎，並說基建領域對新投資有「巨大需求」。
2015年3月25日，中華人民共和國财政部副部长史耀斌表示，在数十年的发展进程中，世界银行、亞洲開發銀行等多边开发银行不断完善自身建设，积累了很多经验與好的做法，在治理结构、环境和社会保障政策、债务可持续性等方面形成了一系列标准体系和政策要求，国际上将此统称为“最佳”实践。而现有的多边开发银行也一直在完善其相关政策、推行重大改革。他因此表示，「没有最好的标准，只有更好的标准。」

### 与联合国的关系
2018年12月20日，第73屆聯合國大會一致通過邀請亞洲基礎設施投資銀行以及金磚國家新開發銀行以觀察員身份參與聯合國會議。

### 各方对亚投行的态度
除亚投行现有成员外，捷克、尼日利亞、伊拉克、哥倫比亞、烏克蘭都曾表達希望參與的意願。朝鲜民主主义人民共和国曾表达加入亚投行的意愿，但由于朝鲜政府无法提供其经济和金融市场的详细信息，不符亚投行加入条件，而被中国婉拒。
包括安倍晋三、麻生太郎在内的日本多位政要曾于该行创行时期多次表示日本暂不加入亚投行，并当年年中对亚洲推出规模达1,110亿美元的基础设施投资，並支持将亚行现有的1,530亿美元的法定資本进一步提高。2017年上半年，中日关系回暖后，日本官方频频向中国及其主导的亚投行示好。日本首相安倍晋三于2017年5月表态称，“一些疑惑点消除之后，愿积极探讨日本加入亚投行”。
中華民國總統馬英九于2015年3月30日召開国安会议並决定申请加入，并称随后会將台湾的参与意向书由行政院大陸委員會经大陆国台办提交亚投行多邊臨時秘书处。次日，台湾改為同時向亚投行多邊臨時秘書处與國台辦递交意向书。2015年6月30日，中華民國財政部表示，台灣方面以中华台北（Chinese Taipei）名义为底线，不接受中國臺北（Taipei,China）等名称及非主權國家身份加入亞投行。2016年4月12日，中華民國財政部部長張盛和表示，因亞投行行長金立群坚称台湾适用亚投行协定第三条第三款之规定，台灣入亞投行實質破局。
美国政府对亚投行持反对态度，試圖阻止韩国、澳大利亚等国加入亚投行，并对英国决定加入亚投行的选择表示批评。2015年4月1日，意向創始成員國申請結束，亞投行獲得超出預料的60個國家與地區申請，占世界半數以上人口。美國前國務卿马德琳·奥尔布赖特及前美国财政部长亨利·保尔森受訪時認為，美國在此一事件犯下巨大戰略失誤導致威信严重減損。
2023年6月14日，亞投行加拿大籍公關主管畢加博宣布辭職，指控亞投行被中国共产党主宰，並稱亞投行成員資格不符合加拿大利益。畢加博透過推文指出，「我已辭去亞投行全球通訊主管職務。身為愛國的加拿大人，這是我唯一的方向。」畢卡德提及，「該銀行（亞投行）受到共產黨員主宰，並且具有可以想像到的最有毒文化之一。我不認為亞投行成員資格符合我國利益。」他指稱，「西方公眾並沒有因為他們在亞投行的成員資格而得到服務。我親眼目睹共產黨政客占據該銀行關鍵職位的程度。」畢卡德形容，共產黨政客就像組織內部的前苏联情报机构「國家安全委員會」、前納粹秘密警察「盖世太保」或東德情報機構「史塔西」。亞投行則透過電郵發表聲明指出，「畢加博先生最近對本行的公開言論及描述毫無根據，並且令人失望。」加拿大隨後宣布即時暫停所有政府與亞投行之間的活動。中國駐加拿大使館反駁稱，加方說法是徹頭徹尾的謊言。

## 投资
- 2020年5月，向印度提供5亿美元的新冠肺炎应急贷款[101]。
- 2020年6月，向印度政府提供7.5亿美元贷款，以帮助该国抗击新冠疫情[101]。